# Cercle Artístic de Sant Lluc
Il Cercle Artístic de Sant Lluc è una società artistica fondata nel 1893 a Barcellona dai fratelli Joan e Josep Llimona, dal consigliere comunale Alexandre M. Pons e da altri artisti come Alexandre de Riquer, l'architetto Enric Sagnier e i pittori Antoni Utrillo e Dionisio Baixeras, che ne fu presidente dal 1906 al 1908.
Il circolo seguiva gli orientamenti dottrinali conservatori del vescovo Josep Torras i Bages, in contrapposizione con la corrente anticlericale e di sinistra presente nel Cercle Artístic de Barcelona, e si caratterizzava per la strenua difesa della morale cattolica (arrivando addirittura a vietare il nudo artistico) e di virtù familiare, e il suo desiderio di seguire la via dell'umiltà perseguita dalle corporazioni medievali.
Tra i suoi membri vi erano Josep Puig i Cadafalch, Joaquín Torres García, Feliu Elias, Darius Vilàs, Eugeni d'Ors, Iu Pascual, Enric Clarasó, Antoni Gaudí, Joaquim Vancells, Joaquim Renart, Ramon Sunyer, Miquel Blay, Lluís Bonet i Garí e altri artisti che, nonostante la loro natura aconfessionale, frequentarono le conferenze e i corsi di disegno tra cui Joan Miró.
Si ritiene che il circolo abbia avuto una grande influenza nella definizione del movimento del noucentisme.
Nel 1993 il circolo ha ricevuto la più alta onorificenza assegnata dal governo catalano, la Creu de Sant Jordi.